# Homoroade
Homoroade é uma comuna romena localizada no distrito de Satu Mare, na região histórica da Transilvânia. A comuna possui uma área de 105.6 km² e sua população era de 1766 habitantes segundo o censo de 2007.